# 王替夫
王替夫（1911年6月29日—2001年7月13日），漢族，满洲国外交官，曾拯救12000名犹太人。為駐德國柏林公使館低階外交官「公使館理事官補」。

## 生平
王替夫祖籍山東萊州，曾祖父闖關東定居於吉林省永吉縣黑山嘴子村。王替夫出生於1911年6月29日，是同輩中第九個孩子，人稱「小九先生」。
1939年，納粹德國外交部長里賓特洛甫因執行「排猶政策」要求「公使」呂宜文給予被驅逐猶太人發簽證，猶太人藉此經由蘇聯、中國東北進入美國，王替夫為承辦人員之一，1939年，納粹德國突襲波蘭後，德國與日本對猶太態度丕變，王替夫無視停止為猶太人辦理签證要求，以未接到满洲外交部命令為由，避開满洲国“公使館”日籍參事官江尊綱一監視，到1940年5月時自行签发了近5000本護照給猶太人，二戰結束後因「偽滿」官員身分被蘇聯關押戰犯集中營約12年，遣返回國後被下放22年，之後再成為打更老人，2001年卒於哈爾濱。

### 引用
1. ↑  冯泽君 2011，第51,54頁.
2. 1 2  王替夫 & 杨明生 2001，第1頁.
3. ↑  冯泽君 2011，第51頁.
4. ↑  . 长春市人民政府. 长春晚报.   [2022-04-24]. （原始内容存档于2022-04-24）.

### 來源
- 王替夫; 杨明生. . 哈尔滨: 黑龙江人民出版社. 2001. ISBN 7-207-05101-8 （中文（中国大陆））.
- 王替夫; 金淑梅. 中国人民政治协商会议黑龙江省委员会文史资料委员会编辑部 , 编. . 哈尔滨: 黑龙江人民出版社. 1988. ISBN 7-207-01205-5 （中文（中国大陆））.
- 冯泽君. . 档案春秋. 2011, (01): 51-54 （中文（中国大陆））.